# Bankrotterklärung
 Bankrotterklärung (auch: „Erklärung des Bankrott“ oder Konkurserklärung) im engeren Sinn ist die öffentliche Bekanntgabe der bislang nur intern bekannten Zahlungsunfähigkeit (nicht nur Zahlungsstockung) einer natürlichen oder juristischen Person (Schuldner). Es sind damit in jedem Staat unterschiedliche Rechtsfolgen im Hinblick z. B. auf die zulässige Eigen- oder Fremdverwaltung des Vermögens, Zahlung an Gläubiger, Entnahme von Vermögenswerten etc. verbunden.
Im weiteren Sinn wird unter Bankrotterklärung das Scheitern einer Idee, eines Bemühens etc. verstanden, welches oft nicht (nur) in Verbindung mit einem finanziellen Scheitern steht.

## Insolvenzrecht
Die Bankrotterklärung (Erklärung der Insolvenz, des Konkurses, der Zahlungsunfähigkeit etc.) ist
- eine Erklärung des Schuldners über seine Zahlungsunfähigkeit oder
- eine Erklärung des Gerichts, dass der Schuldner zu einem bestimmten Zeitpunkt als zahlungsunfähig anzusehen ist.

Sofern im nationalen Recht eine Bankrotterklärung des Schuldners vorgesehen ist, hat diese in vielen Fällen in einer bestimmten Form und/oder auf einschlägigen Formblättern gegenüber einer staatlichen Stelle oder dem Gericht zu erfolgen und muss meist bereits grundsätzliche Angaben zum Vermögensstand enthalten. Erklärt ein Gericht den Schuldner zu einem bestimmten Zeitpunkt als Zahlungsunfähig, so sind mit diesem Zeitpunkt verschiedene Rechte und Pflichten des Schuldners, der bisherigen und von neuen Gläubigern verbunden (siehe z. B. § 283, § 17 Abs. 2 InsO).
Der Bankrotterklärung geht jedenfalls eine Zahlungsunfähigkeit, drohende Zahlungsunfähigkeit wegen mangelnder Liquidität oder Überschuldung voran.

## Strafrecht
In Österreich und Liechtenstein wird unter Bankrott im Strafrecht die Betrügerische Krida (§ 156 öStGB; § 159 FL-StGB) verstanden. Im deutschen Strafrecht ebenfalls eine Insolvenzstraftat. Bei allen diesen Insolvenztatbeständen ist die vorangehende Bankrotterklärung erforderlich, um den strafrechtlichen Tatbestand überhaupt erfüllen zu können.

## Bankrotterklärung in anderen Zusammenhängen
Der Begriff „Bankrotterklärung“ für das (endgültige) Scheitern von Vorstellungen, Ideen, gesellschaftlichen Formen etc. im übertragenen Sinn für eine geistige, moralische, politische, technische, sportliche etc. Unfähigkeit nach einem vorangegangenen Bemühen, wird vor allem in den Medien vielfältig verwendet. So z. B.
- „Das ist eine Bankrott-Erklärung der österreichischen Bildungspolitik“[2],
- „Bankrotterklärung der deutschen Wirtschaft“[3]
- „Bankrott-Erklärung einer Ex-Spitzenmannschaft“[4],
- „Bankrott-Erklärung des Religionsunterrichts“[5],
- „Linke wirft Merkel "Bankrotterklärung" vor“[6],
- „Eine politische Bankrotterklärung“[7],

Dabei wird das Scheitern nicht immer als ein Endgültiges, Unwiderrufliches oder Vollständiges verstanden, zudem oft auch nur aus dem Blickwinkel einer bestimmten Person oder im Hinblick auf eine konträre Vorstellung, die der gescheiterten als Alternative gegenüber steht.
Auch Albert Schweitzer verwendete den Begriff Bankrott-Erklärung sinngemäß in einem vielfach verwendeten Zitat: „Verzicht auf denken ist geistige Bankrott-Erklärung“.